# Volker Sassenberg

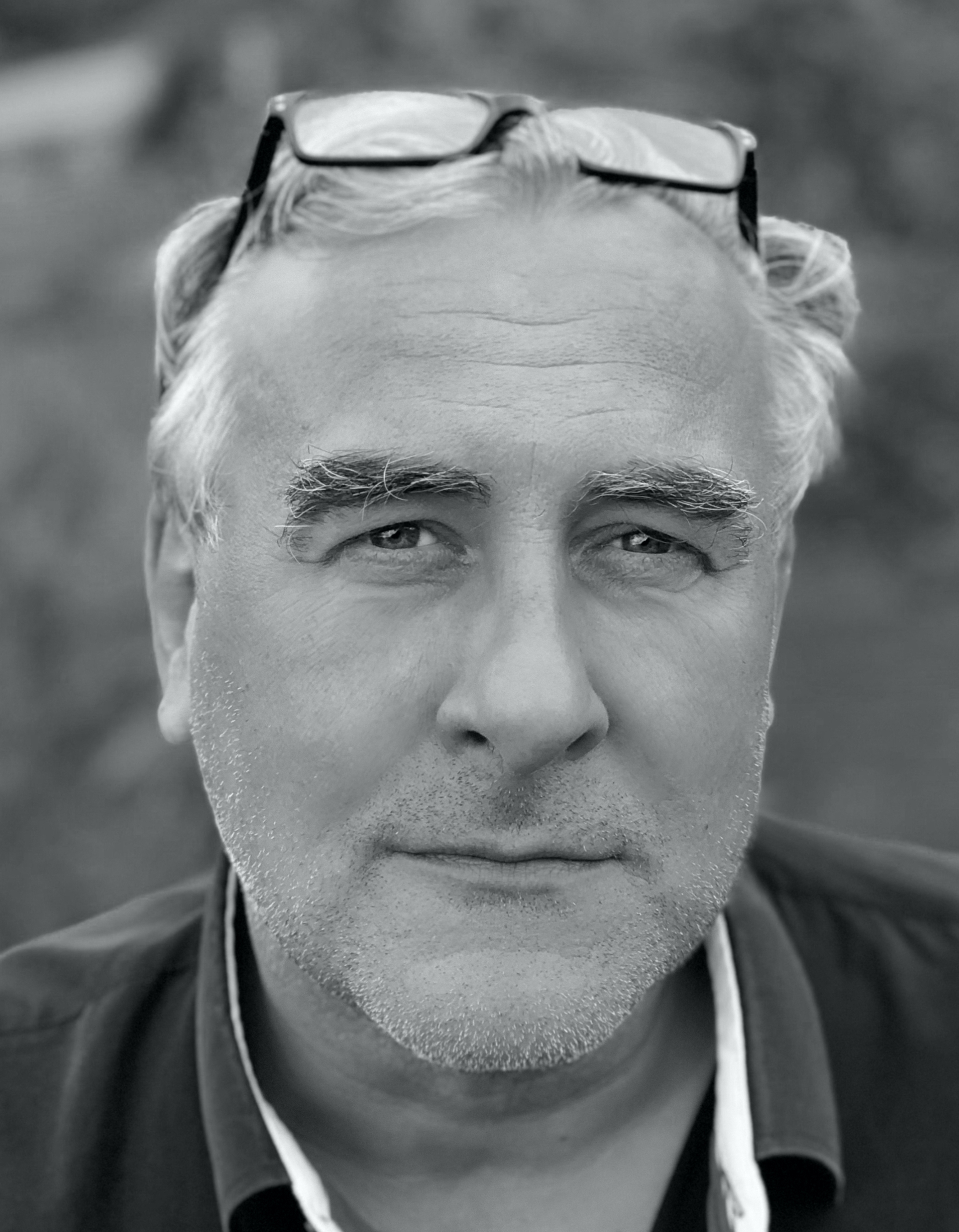
Volker Sassenberg

Volker Sassenberg (* 13. Juni 1968 in Dortmund) ist ein deutscher Medienproduzent.

## Medienproduzent
Volker Sassenberg ist Geschäftsführer des LOGmedia Instituts für digitale Bildung und betreibt die Medienfirma Decision Products und das Tonstudio Finian’s Rainbow in Fröndenberg.
Er wurde für seine Produktionsarbeit an der Software „piccoLOG“ (zur Sprachstandsfeststellung bei Vorschulkindern in aktuell 20 Sprachen) mit dem Deutschen Bildungsmedien-Preis digita ausgezeichnet.
Er ist Mitinitiator der Digital-Inititiave Bildung und Gesundheit unter der Schirmherrschaft des Deutschen Bundestages und des Staatsministeriums für Digitalisierung.
Volker Sassenberg ist für die Infrastruktur und das Bildungsmonitoring des durch den Paritätischen Wohlfahrtsverband durchgeführte Projekt „DiVA - Digitales Verfahren zur mehrsprachigen Bildungs- und Diagnostik und nachhaltigen Anwendung: Kinder und Jugendliche fair und sicher begleiten!“ verantwortlich.
Volker Sassenberg ist ebenfalls Musiker und Gründungsmitglied der Band Kingdom bzw. Domain im Jahr 1986. Er arbeitete als (Hörspiel-)Produzent z. B. zusammen mit Ton Steine Scherben, Jane, Bela B., Klaus-Jürgen Wussow, Epitaph, Smudo, Toggolino, Yuri Daniel Souza, Blümchen, Schiller, Tatwaffe, Richard Henlon, Titus, Sportfreunde Stiller, Dale Newman, Aino Laos, Nightwish, Tara G., Christoph Haberer, Killer Barbies, Wunderlich u. v. a. Er komponierte für Theater- und Filmproduktionen und veröffentlichte Tonträger bei Universal Music, Disney, Sony BMG, edel, Decision Products, Kiddinx und Sony Music.

## Hörspiele
Im Februar 2007 erschien das erste Kapitel von Sassenbergs Fantasy-Hörspiel-Serie Abseits der Wege. Bekannt wurde er vor allem mit der Hörspielreihe Point Whitmark, an der er als Regisseur, Komponist, Autor und Produzent wesentlich beteiligt ist, sowie mit der Thriller-Hörspielserie Gabriel Burns.